# Poodle Hat
Poodle Hat è un album studio  di "Weird Al" Yankovic, pubblicato il 23 maggio 2003. L'album ha raggiunto la posizione numero 17 nella Billboard 200.
Da citare, come testi famosi dell'album, Couch Potato, A Complicated Song e eBay.
"Weird Al" Yankovic non ha fatto nessun video per le canzoni di questo album, eccetto nella canzone Bob, in cui il video era stato trasmesso nel programma da lui condotto Al TV.

## Tracce
1. Couch Potato (parodia di Lose Yourself, di Eminem) - 4:18
2. Hardware Store - 3:45
3. Trash Day (parodia di Hot in Herre, di Nelly) - 3:12
4. Party on the Leper Colony - 3:38
5. Angry White Boy Polka - 5:04
6. Wanna B Ur Lover - 6:14
7. A Complicated Song (parodia di Complicated, di Avril Lavigne) - 3:39
8. Why Does This Always Happen to Me - 4:52
9. Ode to a Superhero (parodia di Piano Man, di Billy Joel) - 4:53
10. Bob - 2:29
11. eBay (parodia di "I Want It That Way", dei Backstreet Boys) - 3:36
12. Genius in France - 8:58

## Video
"Weird Al" Yankovic aveva in mente di fare un video per Couch Potato, ma Eminem glielo impedì.
Comunque Weird Al fece un breve video di Bob, ispirandosi al video di "Subtarrean Homesick Blues" di Bob Dylan. Il video venne trasmesso sulla trasmissione Al TV.

## Musicisti
- "Weird Al" Yankovic - fisarmonica, tastiera, cantante, applausi, effetti sonori
- Steve Jay - basso, coro, applausi, effetti sonori
- Jim West - chitarra, coro, applausi, effetti sonori
- Rubén Valtierra - tastiera
- Jon "Bermuda" Schwartz - batteria, coro, applausi, effetti sonori
- William K. Anderson - armonica a bocca
- Tom Evans - sassofono
- Tommy Johnson - tuba
- Warren Luening - tromba
- Herb Pedersen - banjo su Bob e Genius in France
- Joel Peskin - clarinetto
- Lisa Popeil - coro
- Carmen Swilley - coro
- Julia Waters - coro
- Maxine Waters - coro
- Dweezil Zappa - assolo di chitarra all'inizio di Genius in France